# Trono Ludovisi

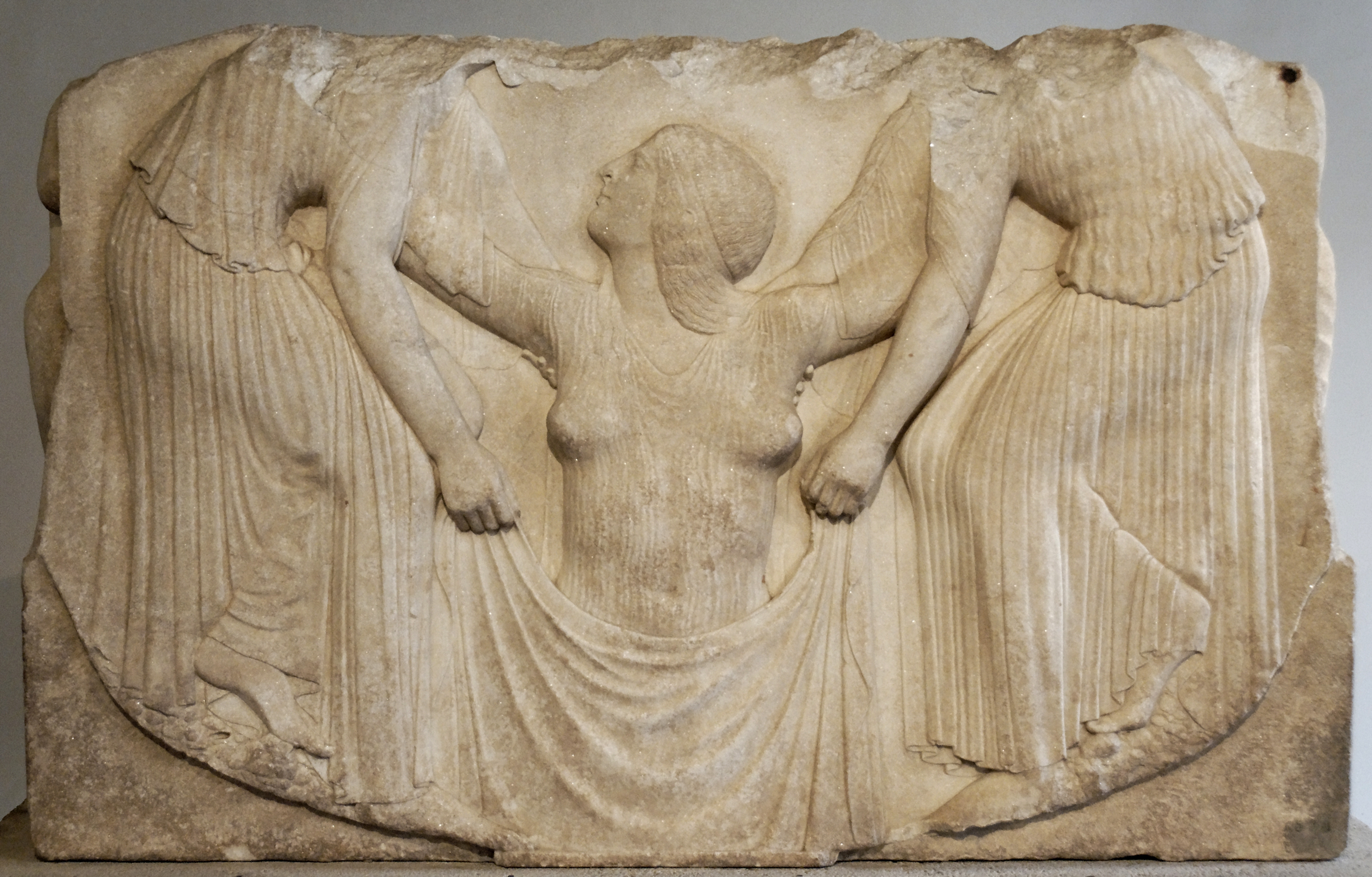
Nacimiento de Afrodita, relieve principal del Trono Ludovisi (Palacio Altemps, Roma).

El Trono Ludovisi, pese a su nombre, no es un trono sino un bloque de mármol blanco, hueco en la parte posterior y esculpido en bajorrelieve en sus tres lados. Su autenticidad es debatida; quienes la aceptan, la sitúan en la Grecia Occidental, en Magna Grecia, datándola en el período cercano a 460 a. C. (basados en el estilo severo que manifiesta), el cual pertenece a la transición entre la época arcaica e inicios de la clásica. El Trono Ludovisi se conserva en el Museo Nacional Romano, Roma, desde que fue comprado por el gobierno italiano en 1894.

## Descripción
El relieve central suele interpretarse como Afrodita saliendo del mar, un motivo conocido como Venus Anadiómena. La diosa está vistiéndose con un ropaje diáfano con la asistencia de dos Horas paradas en la costa, que se preparan para cubrirla con un lienzo que sostienen ambas, el cual la oculta de cintura para abajo. Los dos relieves de los lados dan la espalda discretamente al misterio del tema central. Uno muestra a una mujer con un velo agachada, colocando el incienso de un thymiaterion que sostiene con su mano izquierda dentro de un quemador de incienso que se encuentra sobre una tarima. En el otro se encuentra una joven desnuda, sentada con una rodilla sobre la otra, mientras toca la flauta doble o aulos; una pañoleta sujeta su cabello.

## Descubrimiento y controversia
El Trono fue encontrado en 1887, en lo que anteriormente era el inmenso terreno de la Villa Ludovisi en Roma, donde habían estado ubicados los jardines de Salustio, siendo trasladado dentro de la Villa Ludovisi, de donde recibe su nombre. Los Ludovisi eran una familia papal que habían sido mecenas y coleccionistas desde comienzos del siglo XVII. Las dificultades financieras obligaron a la venta de la colección Ludovisi al Estado italiano en 1894. Los terrenos de la Villa Ludovisi fueron fraccionados, se trazaron calles y el distrito creció, cambiando totalmente. Existe un debate respecto al propósito originario del objeto, el significado de sus relieves y el lugar donde fue fabricado, pero en 1982 pudo vinculárselo sin lugar a dudas con un templo en Marasa, cerca de Locri, en la región Calabria, un templo jónico de Afrodita cuyo interior fue reconstruido en 480 a. C. Mediante una reconstrucción del Trono, pudo demostrarse que este se ajustaba exactamente entre los bloques que quedaban de la base del templo; además, se sugirió que los candeleros de terracota, o pinakes, de cultos de Locri Epizefiri, son el único paralelo artístico al Trono.
Las únicas otras representaciones de una mujer desnuda perteneciente a este período (c. 460 a. C.) pueden encontrarse en la alfarería de Ática. Las críticas respecto a las anomalías anatómicas y los detalles y dudas sobre la autenticidad del Trono Ludovisi, fueron resumidas por Jerome Eisenberg en un artículo de 1996 en Minerva; allí aseveraba, en parte, que la flautista hetera era una versión derivada de un psykter de finales del siglo VI a. C., realizado por Eufronio, cotizado en 1857 en el Hermitage de la colección Campana. Eisenberg notó que la representación romana de Penélope guardando luto por Odiseo, aunque muy posterior, es la única iconografía en la escultura clásica que muestra a una mujer con sus piernas cruzadas: la Penélope está completamente vestida.
La iconografía respecto a la temática del Trono Ludovisi no tiene paralelo en la Antigüedad, por lo que suele ponérsela en duda. Debido a que las asistentes se encuentran paradas sobre una superficie pedregosa, se han ofrecido algunas interpretaciones alternativas. Una es que la figura levantándose coincide con la vestimenta ritual de una diosa ctónica, probablemente Perséfone, surgiendo por una hendidura en la tierra; cabe destacar que Pandora aparece en forma similar en las pinturas de varios jarrones de Ática. Otra interpretación sugiere que la figura sea Hera emergiendo renacida de las aguas del Canato, cerca de Tirinto, como Hera Parthenos.

## El Trono de Boston
El Trono Ludovisi tiene un gemelo menos logrado: el Trono de Boston que se encuentra en el Museo de Bellas Artes de Boston. Este apareció en 1894, poco después de la subasta de la colección Ludovisi, y fue comprado por el connoisseur Edward Perry Warren, quien lo donó a la ciudad de Boston. Muchos niegan la autenticidad del Trono de Boston. Una conferencia en el Palazzo Grassi, Venecia, en 1996, comparó a ambos objetos. En la actualidad, el Trono de Boston no es exhibido. En el caso de no ser una falsificación producida alrededor de 1894, podría tratarse de una escultura romana diseñada para ser colocada junto con la griega en algún lugar de los jardines de Salustio.